# Museo Vincenzo Lancia
Il museo Vincenzo Lancia è un museo situato a Fobello in Piemonte, inaugurato il 20 settembre 2009 e dedicato alla memoria di Vincenzo Lancia, fondatore della omonima casa automobilistica.

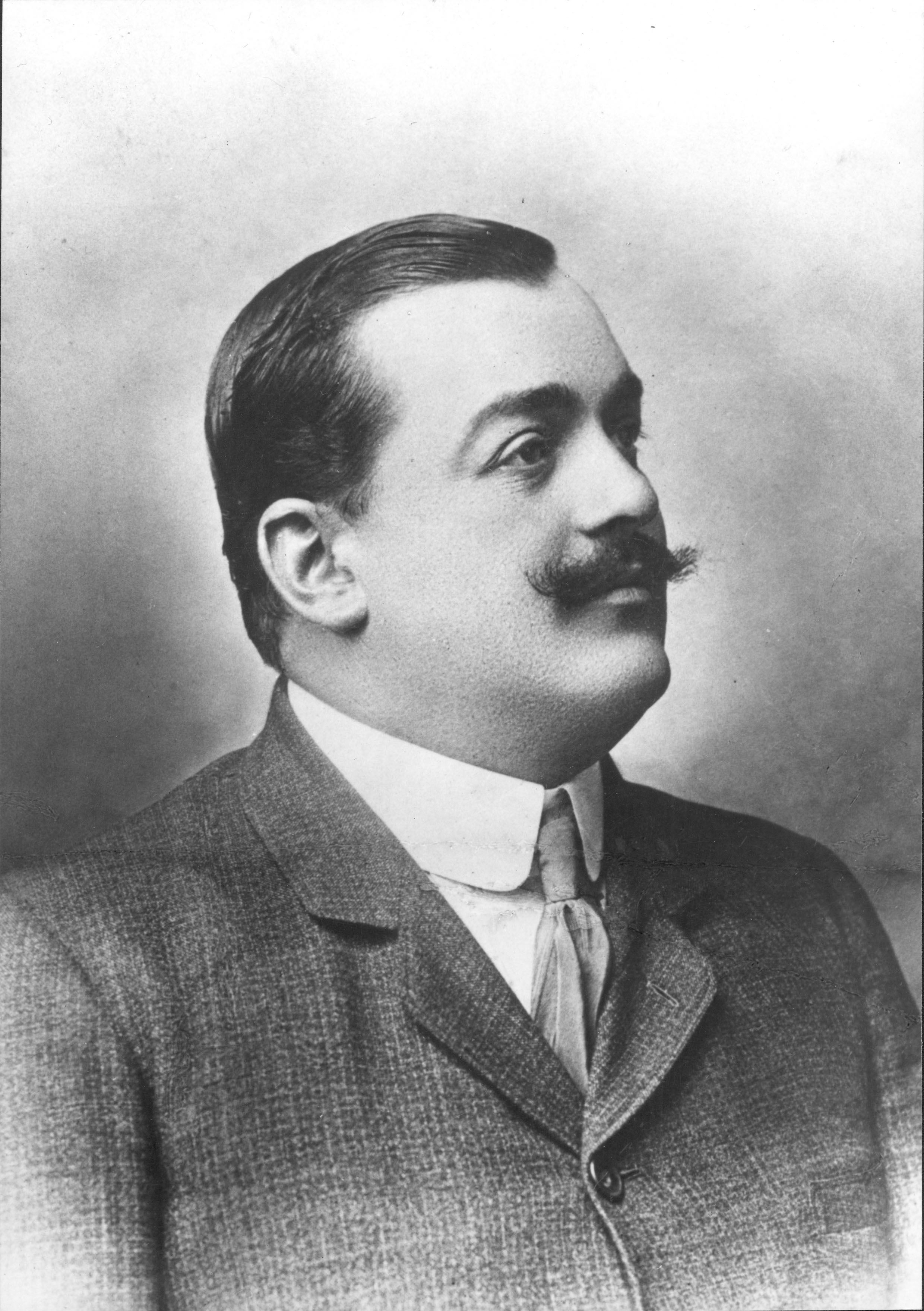
Vincenzo Lancia

## Storia e descrizione
Il museo fu istituito per volere del Valsesia Lancia Story, della famiglia Lancia e del Comune di Fobello, che ha voluto una mostra permanente allestita al secondo piano del palazzo Giuseppe Lancia, costruito dallo stesso Vincenzo e precedentemente adibito a scuola. La mostra permanente comprende cinque sale che espongono le principali autovetture nella storia della Lancia: la Astura, la Augusta, la Artena, la Aprilia, la Stratos.

### Sala Astura
Si sofferma sulla figura del padre Giuseppe Lancia, attivo nel settore della macellazione e conservazione delle carni, per arrivare alle prime esperienze del figlio in campo automobilistico legate alla costruzione dell'autodromo di Monza o al contributo per l’allestimento del primo giro d’Italia.

### Sala Artena
Sezione del museo dedicata alla carriera di pilota di Vincenzo Lancia, come il record nella "Susa-Moncenisio" su una Fiat 24 cavalli, la partecipazione alla Gordon Bennett del 1905 (in cui, nonostante si fosse ferito per problemi al radiatore durante il suo terzo giro, ottenne il titolo di vincitore morale o alla sua prima Vanderbilt. Quindi si ripercorrono gli albori della casa automobilistica Lancia: dagli esordi in via Ormea nel 1906 con la Alfa 12 HP al periodo bellico fino alla Kappa del
1919. Inoltre vi sono anche foto dei reparti produttivi e documenti relativi all'attività di assemblaggio e fabbricazione.

### Sala Augusta
Il trasferimento alla nuova sede di via Monginevro, a Borgo San Paolo, portò alla nascita delle Lambda e Aprilia (presentata nel 1936, pochi mesi prima la morte di Vincenzo), la sorella Ardea e l'Aurelia nonché la Appia, a ciò seguirà un periodo che porterà all'acquisizione (1956) da parte di Carlo Pesenti. Tuttavia si parla anche dei mezzi pesanti, della D24 e della vittoria alla Carrera Panamericana del 1953. Numerosi sono i modellini esposti ed è presente una sezione con curiosità sull'azienda.

### Sala Aprilia
È dedicata alle letture con riviste dell'epoca dedicate al mondo Lancia.

### Sala Stratos
Qui sono riassunte le vittorie nei rally: dal 1972 con le Fulvia HF del gruppo Pesenti fino al 1992 con la Delta.

### Fondo bibliografico
Nel museo è anche custodito il fondo bibliografico Renato e Riccardo Lora Lamia, con 400 volumi riguardanti la storia dell’automobile che il nipote di questi Sergio Loro Lamia ha donato al club.